# لفظ مقتبس
اللفظ المقتبس كل لفظ أجنبي دخيل احتفظ بمبناه ومعناه وأخذ بجملته، أي "اقتبس"، من لغة إلى أخرى؛ فلم يترجم لاشتهاره في اللغتين أو لدلالة صيغته على لغته الأصلية.
مثاله أن النبي صلى الله عليه وسلم قال لأبي هريرة: «اشكمت درد؟» قال «نعم يا رسول الله.» قال: «قم فصل فإن في الصلاة شفاء.» — لفظ اِشكَمَت دَرد دخيل فارسي: اِشكَم لغة لرية في شِكَم الفارسية تعني البطن، والتاء المفتوح ما قبلها تقابلها كاف الخطاب، ودَرد بمعنى الألم؛ والمعنى من جملة ذلك «أمغصت؟».